# Секусіджу
Секусіджу (рум. Secusigiu) — село у повіті Арад в Румунії. Адміністративний центр комуни Секусіджу.
Село розташоване на відстані 440 км на північний захід від Бухареста, 27 км на захід від Арада, 41 км на північний захід від Тімішоари.

## Населення
За даними перепису населення 2002 року у селі проживали 2212 осіб.
Національний склад населення села:
| Національність | Кількість осіб | Відсоток |
| -------------- | -------------- | -------- |
| румуни         | 1900           | 85,9%    |
| цигани         | 171            | 7,7%     |
| угорці         | 107            | 4,8%     |
| німці          | 19             | 0,9%     |
| серби          | 11             | 0,5%     |

Рідною мовою назвали:
| Мова      | Кількість осіб | Відсоток |
| --------- | -------------- | -------- |
| румунська | 2071           | 93,6%    |
| угорська  | 105            | 4,7%     |
| німецька  | 18             | 0,8%     |
| сербська  | 12             | 0,5%     |